# Tessanne Chin
Tessanne Amanda Chin (Kingston, 20 settembre 1985) è una cantautrice giamaicana.

## Biografia
Tessanne Chin è nota per aver vinto la quinta edizione di The Voice, nella quale ha preso parte al team di Adam Levine. A luglio 2014 ha pubblicato il suo album di debutto Count On My Love, che ha raggiunto la numero 41 della Billboard 200.

## Discografia

### Album in studio
- 2010 – In Between Words
- 2014 – Count On My Love

### Singoli
- 2006 – Hideaway
- 2007 – Black Boots
- 2008 – Messenger
- 2010 – Loving You (con Kees Dieffenthaller)
- 2011 – Are Yah Gonna (Control)
- 2013 – Tumbling Down
- 2014 – Everything Reminds Me of You
- 2015 – Fire